# 第五只見川橋梁
第五只見川橋梁（だいごただみがわきょうりょう）は、福島県大沼郡金山町の只見川に架かる東日本旅客鉄道（JR東日本）只見線の鉄道橋である。

## 概要
国鉄会津線（現・只見線）の会津川口駅 - 只見駅間の延伸工事に伴って1963年（昭和38年）に供用開始した。会津川口駅 - 本名駅間の阿賀野川水系只見川に架かる全長193.28 mの橋梁である（外部リンク参照）。
もともとは田子倉ダムの建設のため、1957年（昭和32年）に会津川口から只見を経てダム建設現場までを電源開発株式会社の専用鉄道として敷設したときに、本橋梁は同年に完成している。
2021年（令和3年）に17施設からなる「只見線鉄道施設群」の1つとして土木学会選奨土木遺産に認定された。

### 平成23年7月新潟・福島豪雨の影響

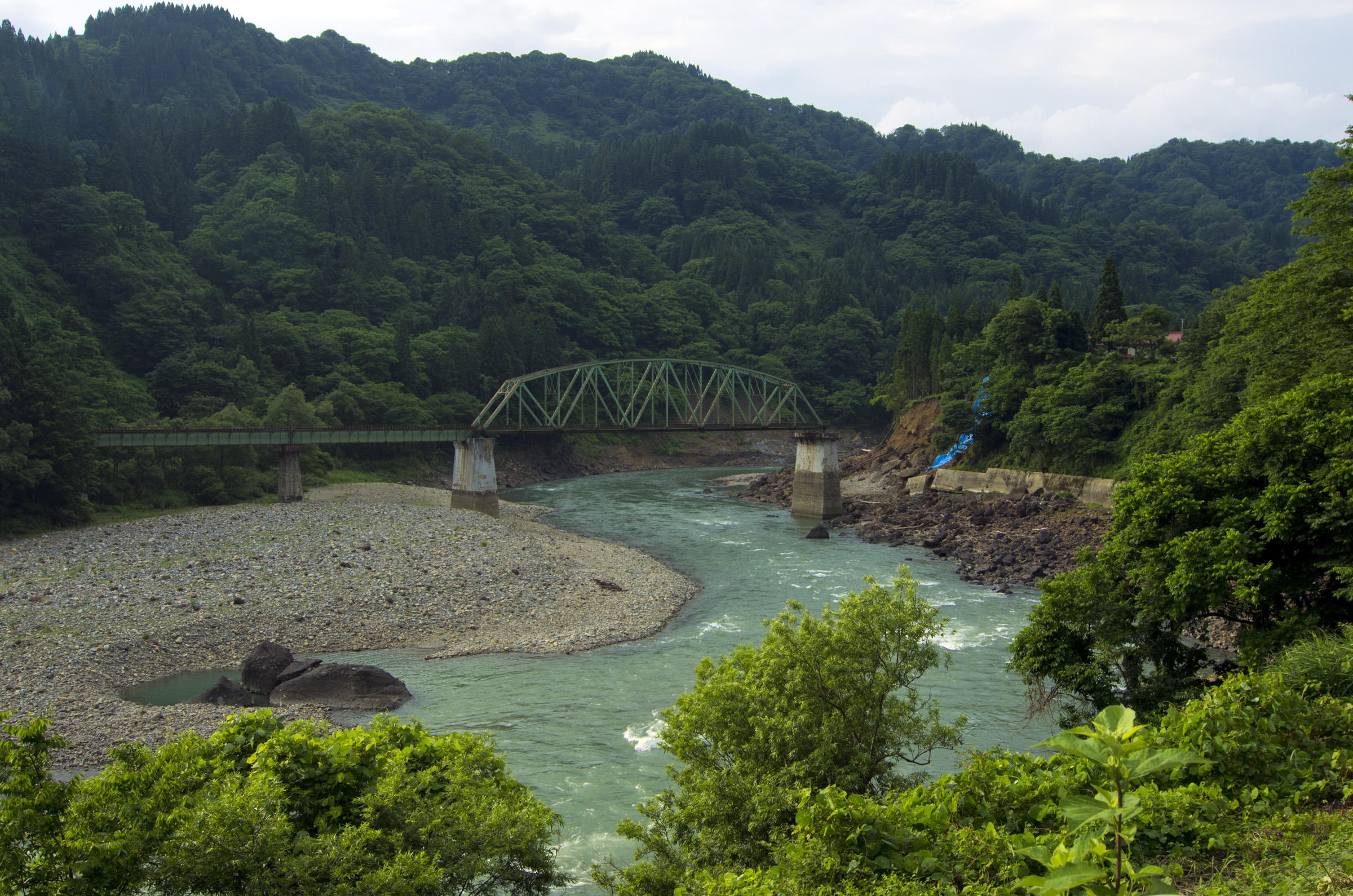
平成23年7月新潟・福島豪雨被災後の橋梁（2012年7月）

2011年（平成23年）7月の新潟・福島豪雨では、只見川の増水・氾濫により本橋梁の川口方プレートガーダー桁1連が流失した。なお、この付近の只見川は川幅がやや広く、かつ下路式トラス橋のためかトラス桁部分は冠水、流失する事態を免れている。

## 構造
単線下路式曲弦ワーレントラス1連 + 単線上路式プレートガーダー4連の形式であり、トラスは1956年（昭和31年）製造の宮地鉄工所製である。
- 1連目：単線上路式プレートガーダー（支間長25.40 m）
- 2連目：単線下路式曲弦ワーレントラス（支間長77.50 m）
- 3 - 4連目：単線上路式プレートガーダー（支間長31.50 m）
- 5連目：単線上路式プレートガーダー（支間長25.40 m）

## 周辺
- 国道252号
- 西谷橋
- 福島県立川口高等学校
- 夏井川橋梁（只見線）

## その他
- 只見川に架かる本橋梁は、鉄道ファンやカメラマンの有名撮影ポイントとなっている。